# Eva Poptcheva
Eva Poptcheva (búlgar: Ева-Мария Попчева)  (Bulgària, 17 d'octubre de 1979) és una política catalana d'origen búlgar. És doctora en Dret Constitucional i entre 2022 i 2024 va ocupar el càrrec d'eurodiputada en el Parlament Europeu per Ciutadans, dins del grup parlamentari Renovar Europa. En les eleccions de juny de 2024 va ser candidata pel Partit Popular, però no va aconseguir l'acte de diputada.

## Biografia

### Formació
Nascuda el 17 d'octubre de 1979 a Bulgària, els seus orígens familiars es troben entre Bulgària i Alemanya. Poptcheva és experta en Dret de la Unió Europea. Es va llicenciar en Dret per la Universitat de Friburg de Brisgòvia a Alemanya i és doctora en Dret Constitucional per la Universitat Autònoma de Barcelona, on també va impartir classes de Dret Constitucional entre 2009 i 2012.

### Trajectòria professional
Poptcheva ha exercit la major part de la seva carrera professional en l'Eurocambra, però abans va exercir com a advocada en bufets a Espanya i Alemanya. En 2012, va obtenir una plaça de funcionària en el Parlament Europeu on va començar en l'European Parliament Research Service, el think tank de l'Eurocambra. A continuació, va passar pel gabinet de la Secretaria General del Parlament, on es va encarregar de l'assessoria jurídica, i va ser la número dos del grup de treball que proveeix suport tècnic en el Parlament Europeu sobre el Marc Financer Pluriennal i els Recursos Propis.
Així mateix, durant la celebració de la Conferència sobre el Futur d'Europa (CoFoE) de 2021, va treballar en el secretariat interinstitucional de la Conferència, on va poder treballar amb tècnics de la Comissió Europea i el Consell. Una vegada finalitzada la CoFoE i abans de ser nomenada eurodiputada, va exercir de cap de la Unitat d'Assumptes Legislatius del Parlament Europeu.

## Carrera política
Eva-Maria Poptcheva va ser eurodiputada des del 15 de setembre de 2022. El 2019 va ser triada com a número nou en la llista de Ciutadans per a les eleccions al Parlament Europeu del 26 de maig. Arran de la renúncia de Luis Garicano com a eurodiputat l'estiu de 2022, Eva-Maria Poptcheva es va unir a la delegació de Ciutadans en el Parlament Europeu, després de recollir l'acta d'eurodiputada davant la Junta Electoral Central el 15 de setembre del mateix any.
El 8 de novembre de 2022 va ser elegida vicepresidenta de la Comissió d'Assumptes Econòmics i Monetaris. Així mateix, va ser membre de la Comissió de Pressupostos, així com de la Delegació parlamentària per a les Relacions amb els Països de l'Àsia Meridional. A més, ha estat designada ponent del Parlament Europeu per a la posada en marxa de la nova Autoritat de Lluita Contra el Blanqueig de Capitals i finançament del terrorisme.
En les eleccions de juny de 2024 va ser candidata pel Partit Popular.